# Jerrika Hinton
Jerrika Delayne Hinton (* 28. září 1981, Dallas, Texas, Spojené státy americké) je americká herečka, která se proslavila roli Stephanie Edwards v seriálu stanice ABC Chirurgové.

## Životopis
Hinton se narodila a vyrůstala v Oak Cliff v Dallasu v Texasu. Je dcera Cynthie a Avaleona Hintona. S vyznamenáním odmaturovala na jaře roku 2002 na uměleckoprůmyslové škole na Southern Methodist University, kde studovala divadlo, režii a scénografii.

## Kariéra
Hinton zahájila svou kariéru v divadelních produkcích. Ve filmu se poprvé objevila v roli dcery postavy Khandi Alexander v dramatickém filmu z roku 2006 Rain. Následovalo několik hostujících rolí v televizních seriálech, jako Gilmorova děvčata, Everybody Hates Chris, Zoey 101, Posel ztracených duší, Super drbna, Anatomie lži, Sběratelé kostí a Skandál. V roce 2008 natočila reklamu se Sarah Chalke. V roce 2008 si zahrála ve filmu Broken Angel a v roce 2011 ve filmu Spolubydlící a televizním filmu Vánoční polibek.
V září roku 2012 bylo oznámeno, že byla obsazena do role Stephanie Edwardsové v lékařském dramatickém seriálu tvůrkyně Shondy Rhimes Chirurgové.
V roce 2016 natočila pilotní díl k seriálu Toast. Seriál však nebyl objednán. V lednu roku 2017 bylo oznámeno, že si zahraje po boku Holly Hunter v dramatickém seriálu Tady a teď.

## Filmografie

### Film
| Rok  | Název                             | Role            | Poznámky            |
| ---- | --------------------------------- | --------------- | ------------------- |
| 2005 | Foreign Soil                      | Natalie         |                     |
| 2006 | Rain                              | Beni Arnold     |                     |
| 2008 | Broken Angel                      | strážník Raines |                     |
| 2011 | Spolubydlící                      | Shiana          |                     |
| 2012 | The Strangely Normal              | přítelkyně      | krátkometrážní film |
| 2014 | Teacher of the Year               | Paní Curtisová  |                     |
| 2015 | Just Another Dance with My Father | Katie           | krátkometrážní film |
| 2016 | Odious                            | Sharlette       |                     |

### Televize
| Rok       | Název                 | Role                 | Poznámky                                            |
| --------- | --------------------- | -------------------- | --------------------------------------------------- |
| 2006      | Gilmorova děvčata     | Allison              | díl: „Super Cool Party People“                      |
| 2006      | Everybody Hates Chris | Oslavenkyně          | díl: „Everybody Hates Rejection“                    |
| 2007      | Eight Days a Week     | Marjorie Walsh       | neprodaný televizní pilotní díl                     |
| 2007      | Zoey 101              | Claire Jeffries      | díl: „Son of a Dean“                                |
| 2008      | Posel ztracených duší | Úřednice             | díl: „Ball & Chain“                                 |
| 2009      | Super drbna           | Servírka             | díl: „Holky z Valley“                               |
| 2010      | Anatomie lži          | Červenka             | díl: „Dobře mířená kulka“                           |
| 2010      | S tebou je mi líp     | Prodavačka           | díl: „Pilot“                                        |
| 2010      | Čmuchalové            | Didi                 | díl: „Missing Person“                               |
| 2011      | Mad Love              | Eva                  | díl: „Fireworks“                                    |
| 2011      | Sběratelé kostí       | Nadine Tweedová      | díl: „Mýtus a pravda“                               |
| 2011      | Vánoční polibek       | Tressa               | TV film                                             |
| 2011      | Consequences          | Tamika               | díl: „Monisa“                                       |
| 2012      | Skandál               | Hannah               | díl: „Hell Hath No Fury“                            |
| 2012      | The Book Club         | Cobra Chai / Jerrika | 2 díly                                              |
| 2012-2017 | Chirurgové            | Stephanie Edwards    | vedlejší role (9. řada), hlavní role (10.–13. řada) |
| 2016      | Toast                 | Page Sanders         | neprodaný televizní pilotní díl                     |
| 2017      | Flip the Script       | agentka              | díl: „Market Value“                                 |
| 2018      | Tady a teď            | Ashley Collins       | hlavní role, 10 dílů                                |
| 2018      | A Mejestic Chritmas   | Nell                 | TV film                                             |
| 2019      | Doxxed                | Liddie               | 3 díly                                              |
| 2019–2020 | Servant               | Natalie Gorman       | 2 díly                                              |
| 2020      | Hunters               | Millie Morris        | hlavní role, 10 dílů                                |

### Internet
| Rok  | Název                           | Role    | Poznámky |
| ---- | ------------------------------- | ------- | -------- |
| 2006 | Send Me: An Original Web Series | Heather | 3 díly   |